# 聖安寺
聖安寺（しょうあんじ）は、富山県高岡市にある真宗大谷派の寺院。

## 歴史
- 恵燈により開創[1]。もと現在の石川県津幡にあり、天台宗寺院であった。
- 建長6年（1254年） - 天台宗より浄土真宗に転じる[1]。
- 慶長14年（1609年） - 高岡に移転[1]。

## 歴代住職
浄土真宗改宗後の歴代住職は以下の通り。
- 初代 - 恵教
- 二代 - 圓俊
- 三代 - 順永
- 四代 - 順教
- 五代 - 教宗
- 六代 - 教覚
- 七代 - 教恵
- 八代 - 実乗
- 九代 - 玄誓
- 十代 - 慶誓
- 十一代 - 教誓
- 十二代 - 宗誓
- 十三代 - 宣正
- 十四代 - 遵誓
- 十五代 - 正誓
- 十六代 - 證誓
- 十七代 - 幸誓
- 十八代 - 重誓
- 十九代 - 勧誓
- 二十代 - 達丈
- 二十一代 - 達神
- 二十二代 - 厳■
- 二十三代 - 雪山
- 二十四代 - 現丈
- 二十五代 - 泰丈
- 二十六代 - 専窕
- 二十七代 - 興貴
- 二十八代 - 浄順

## 年間行事
聖安寺の年間行事は以下の通り。
- 7月15日 - 祠堂経
- 11月6日・7日 - 報恩講